# Osvald Polívka
Osvald Polívka, křtěný Osvald Erasmus (24. května 1859 Enns u Lince – 30. dubna 1931 Praha) byl český architekt, představitel pozdní neorenesance a průkopník secesní architektury, který postavil řadu veřejných budov v Praze.

## Život
Studoval pražskou německou techniku u profesora Zítka, v letech 1885 až 1889 pak byl jeho asistentem. Od r. 1890 měl vlastní kancelář v Praze až do své smrti.
Dne 8. února 1897 se v evangelickém kostele u sv. Klimenta v Praze oženil s Marií (psána též Jelena), rozenou Černou (1875–1957). Marie byla dcera starosty a politika Tomáše Černého. Manželé Polívkovi měli syna Dušana (1900–1983) a dceru Jitku (1904–1995).
Osvald Polívka zemřel v Praze, pohřben byl v rodinné hrobce na Olšanských hřbitovech.

## Dílo

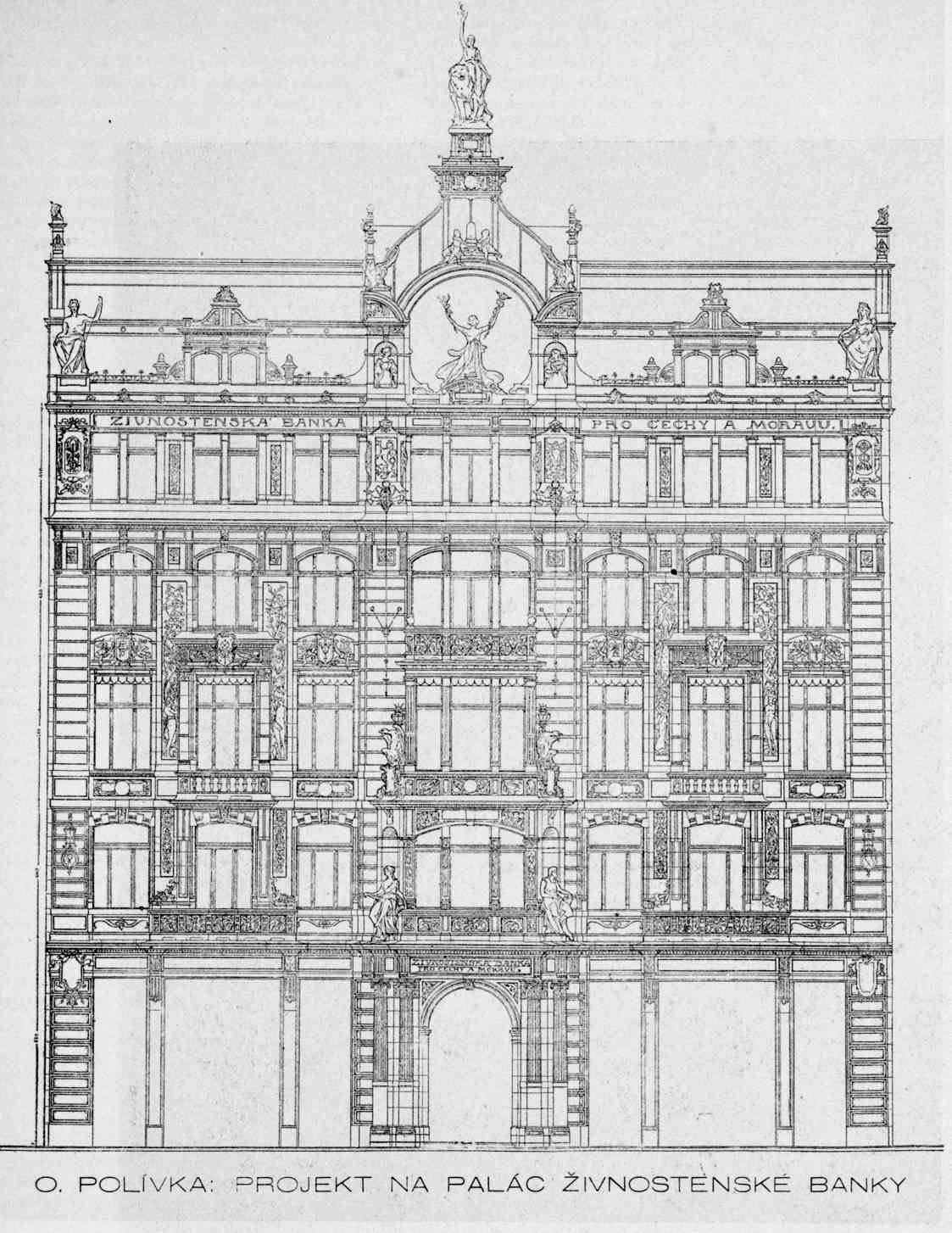
Osvald Polívka: Projekt Živnostenské banky v Praze

Zpočátku byl ovlivněn historismem, zejména pak českou neorenesancí Antonína Wiehla, se kterým v letech 1891–1894 úzce spolupracoval. Koncem 90. let 19. století se přiklonil k secesi. Později jeho tvorba směřovala k neoklasicismu a moderně.

### Pražské paláce
K nejznámějším dochovaným stavbám postaveným podle jeho projektů v Praze patří:
- Nárožní budova Zemské banky, po válce Živnobanky Na Příkopě čp. 862-863/II (stavba z let 1894–96)[10] s přístavbou (1909–11) spojenou mostky přes Nekázanku
- Městská spořitelna pražská v neorenesančním slohu (s Antonínem Wiehlem) v Rytířské (1892–94),[11][12]
- Palác Generali na rohu Václavského náměstí a Jindřišské (1895–98), který dokončil po Bedřichu Ohmannovi
- Palác České obchodní a průmyslové komory (později palác Rapid) v ulici 28. října (s Matějem Blechou) a
- Palác Pražské městské pojišťovny na Staroměstském náměstí (1898–1900).
- Obecní dům (1904–1912, spolu s Antonínem Balšánkem); Osvald Polívka navrhl všechny interiéry (mimo foyer a Smetanovy síně), tedy např. kavárnu, Francouzskou restauraci a salónky v 1. patře.
- Palác Topičova nakladatelství s Topičovým salonem (1906–1908)
- Pojišťovna Praha na Národní třídě
- 1. česká vzájemná pojišťovna ve Spálené (1906–07)
- Budova Karafiátova nakladatelství v Jungmannově ulici (1908–9).
- Nová budova obchodního paláce U Nováků ve Vodičkově ulici; v roce 1903 zvítězil nad Janem Kotěrou v soutěži na novou budovu, ke staré přistavěl v letech 1927–29 druhý palác (sídlilo zde Osvobozené divadlo).
- Nová radnice (Praha) Starého Města pražského (1908–12) na Mariánském náměstí
- Palác České banky (později Palác Ligna) s kinem Světozor na rohu Václavského náměstí a Vodičkovy, 1913–16 (spolu s Josefem Sakařem).

### Jiné stavby
Stavěl řadu činžovních domů, především na Vinohradech, na Starém i Novém městě v Praze (domy v Haštalské pro Vácslava Havla), ale i v Bratislavě, Brně, Nymburce či Ústí nad Labem. Navrhl také několik vil (Nymburk, Černošice, Dobřichovice, Karlovy Vary), budovy Ringhofferovy továrny na Smíchově (včetně vily majitele), Zemskou banku v Bratislavě spolu s činžovním domem zaměstnanců, Živnostenské banky v Prostějově, Terstu a také palác Záložního úvěrního ústavu v Hradci Králové (1911–1912, dnes Galerie moderního umění) – zde opět v soutěži porazil Kotěru. Je též autorem Paláce České obchodní společnosti v Ústí nad Labem. Navrhl také nymburskou vodárenskou věž a také kino Sokol.

### Zbořené stavby
Raná secesní budova Eskomptní banky (1899) na nároží karlovarských ulic byla zbořena, stejně jako první palác Živnostenské banky v Praze Na Příkopech 860/24 (1908, zbořeno 1938); divadlo Uranie (1898) vyhořelo v roce 1946.

## Hodnocení

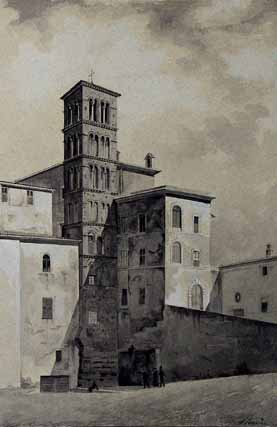
Malba ze studentských let

Polívka byl současníky oceňován pro mistrovství půdorysných a prostorových řešení, důraz na preciznost materiálů a úzkou spolupráci s předními umělci, jak sochaři (např. Ladislav Šaloun, Josef Mařatka, Celda Klouček, Stanislav Sucharda), tak malíři (např. Jan Preisler, Max Švabinský). Nicméně okruh modernistů okolo Kotěry jej hodnotil negativně pro jeho lásku k detailu a zdobnosti až mystické a pohádkové a jistou nabubřelost velkých budov, především peněžních ústavů. Dlouhá léta toto zařazení přetrvávalo, ale od poloviny osmdesátých let jsou jeho díla obdivována, dostává se jim rostoucí pozornosti a památkové ochrany. Na charakteru zástavby pražského centra má Osvald Polívka lví podíl. V době Pražské asanace se kriticky vyslovoval k radikálním demolicím památek v centru Prahy. Vilém Mrštík jej ve svém manifestu Bestia triumphans za to ocenil a na jeho případě demonstroval ignorování názorů odborníka – architekta na schůzi zastupitelstva. Mrštík Polívku doslovně cituje: "…Na místech rozhodujících nenalézá ideální snažení o zachování starobylého rázu Prahy vždy patřičného ohlasu, ba ani porozumění… Nicméně," pravil dále, "musí se učinit vše možné, aby Praha byla zachráněna před zhyzděním svých nádherných krás, aby se nečinilo násilí jejímu panoramu."  Polívka nepůsobil pedagogicky a to se podepsalo na zájmu a péči o jeho díla po autorově smrti.

## Galerie

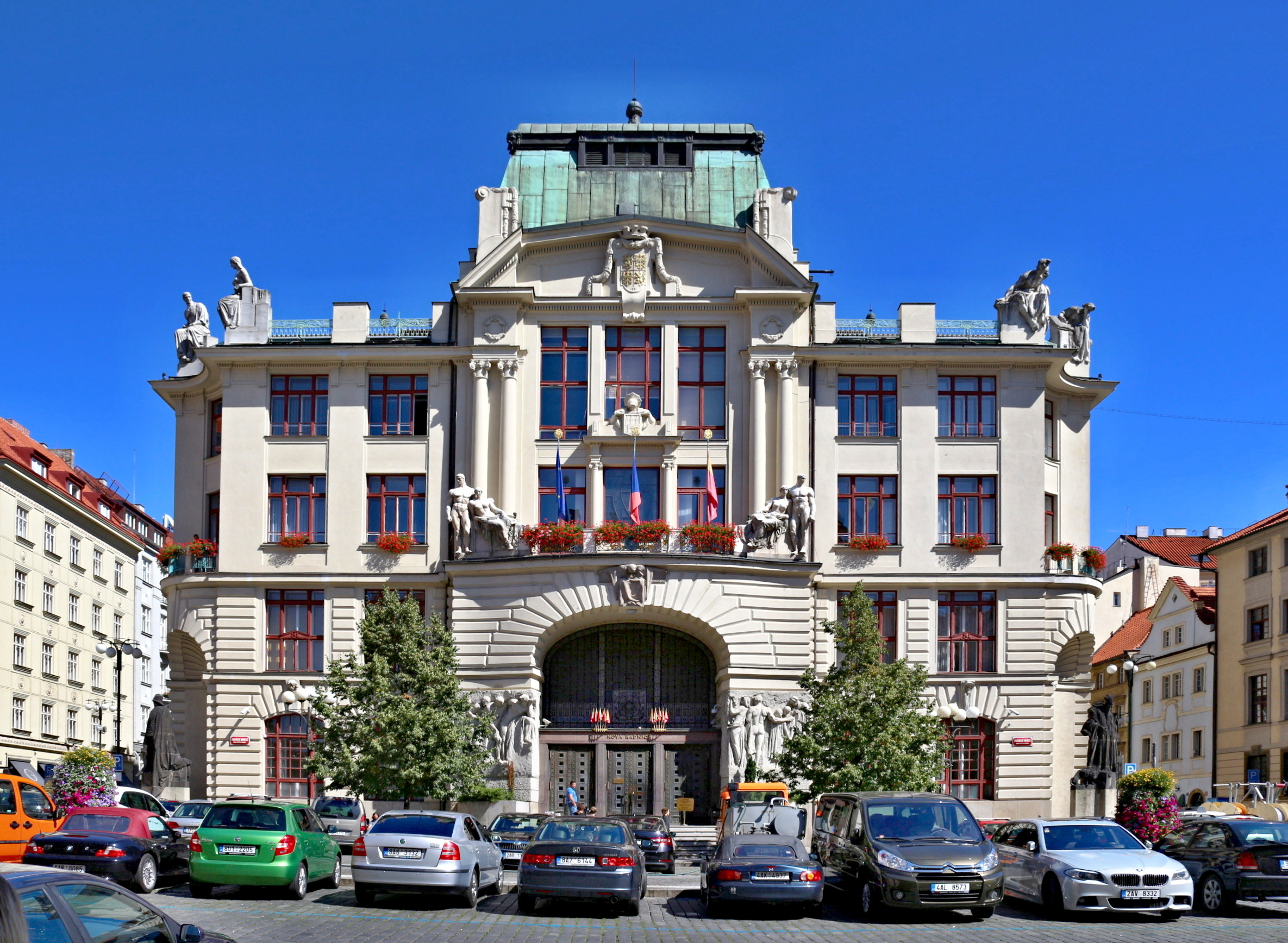
Nová radnice na Mariánském náměstí, Praha
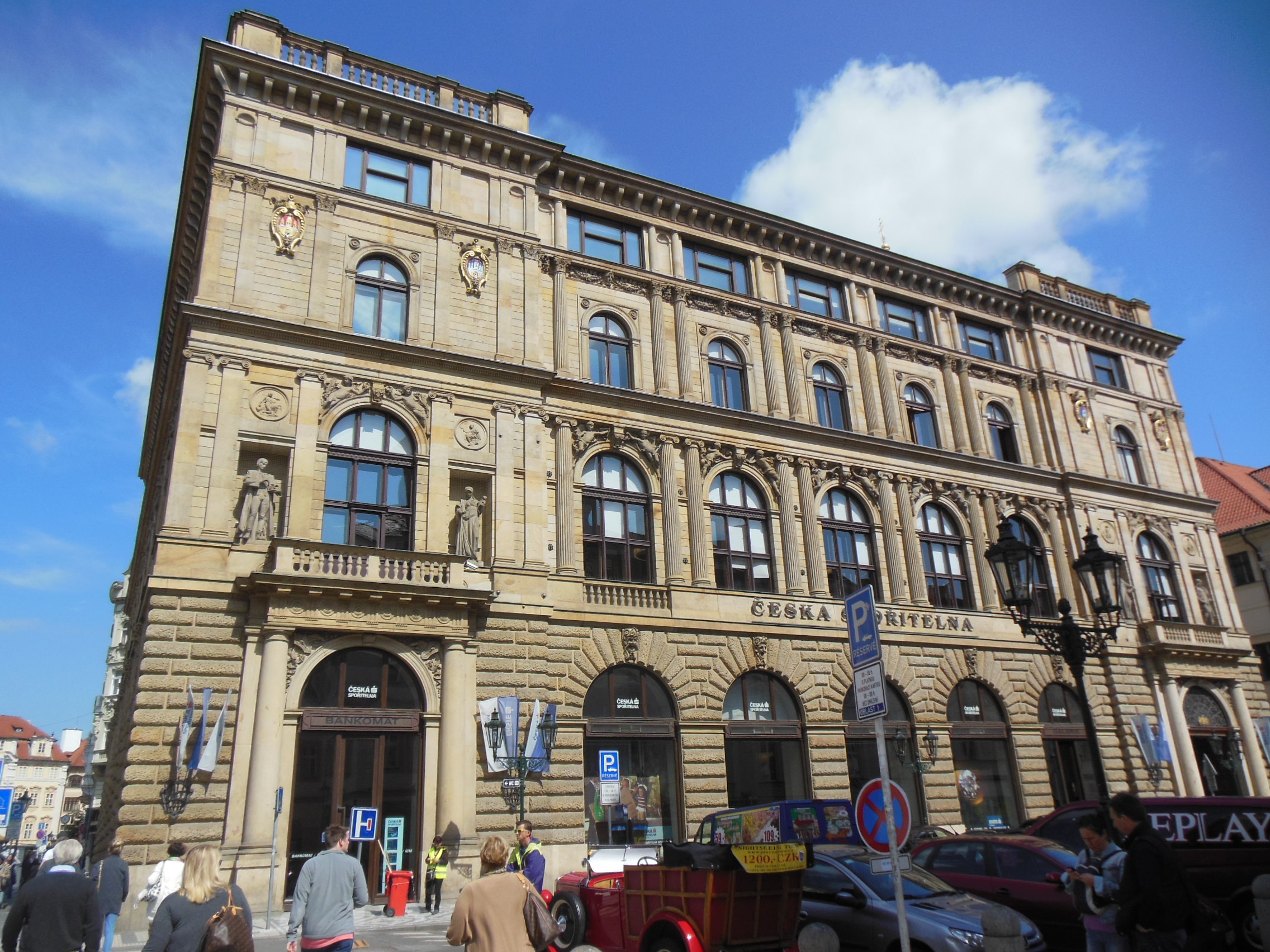
Městská spořitelna pražská
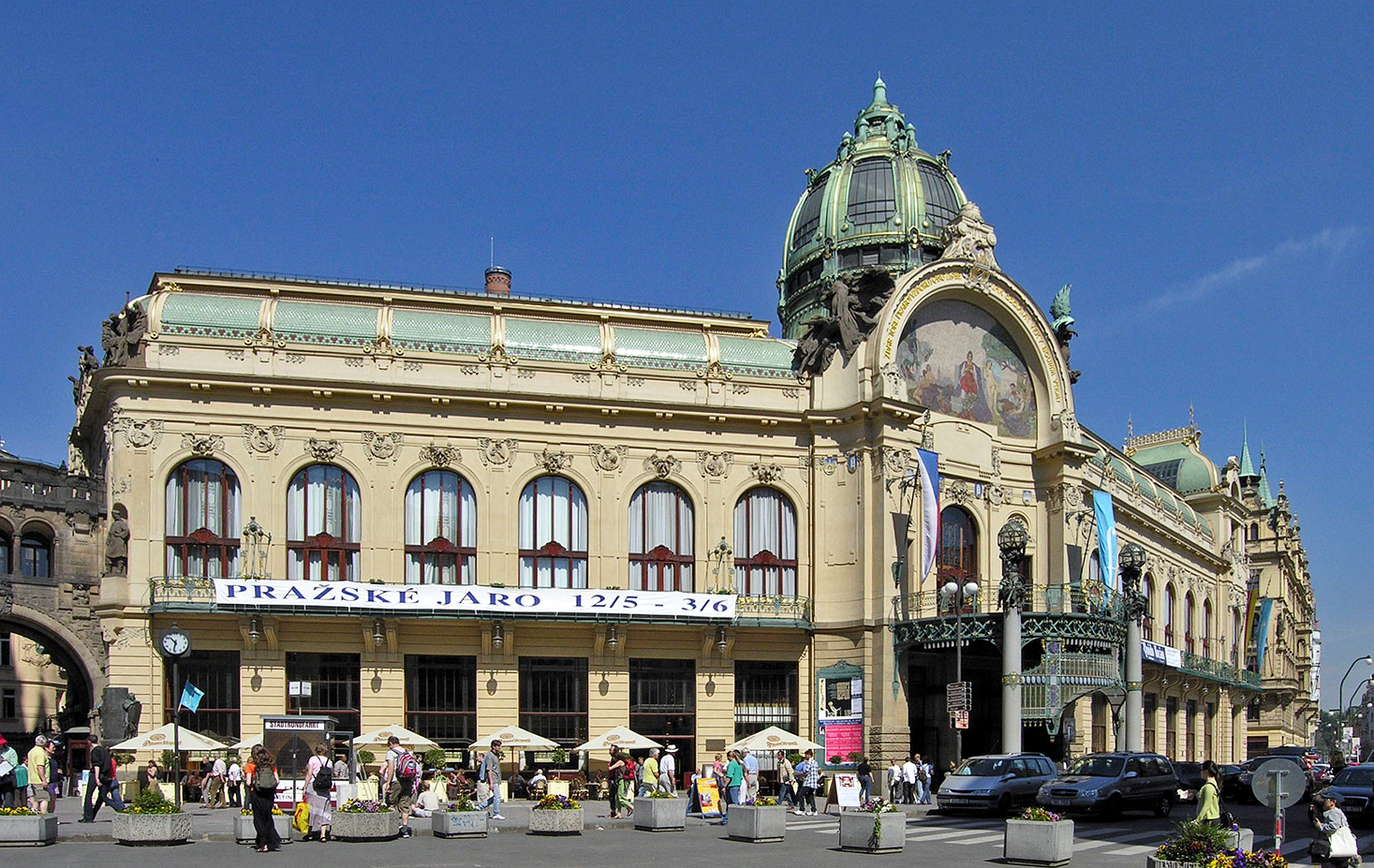
Obecní dům na Náměstí republiky, Praha
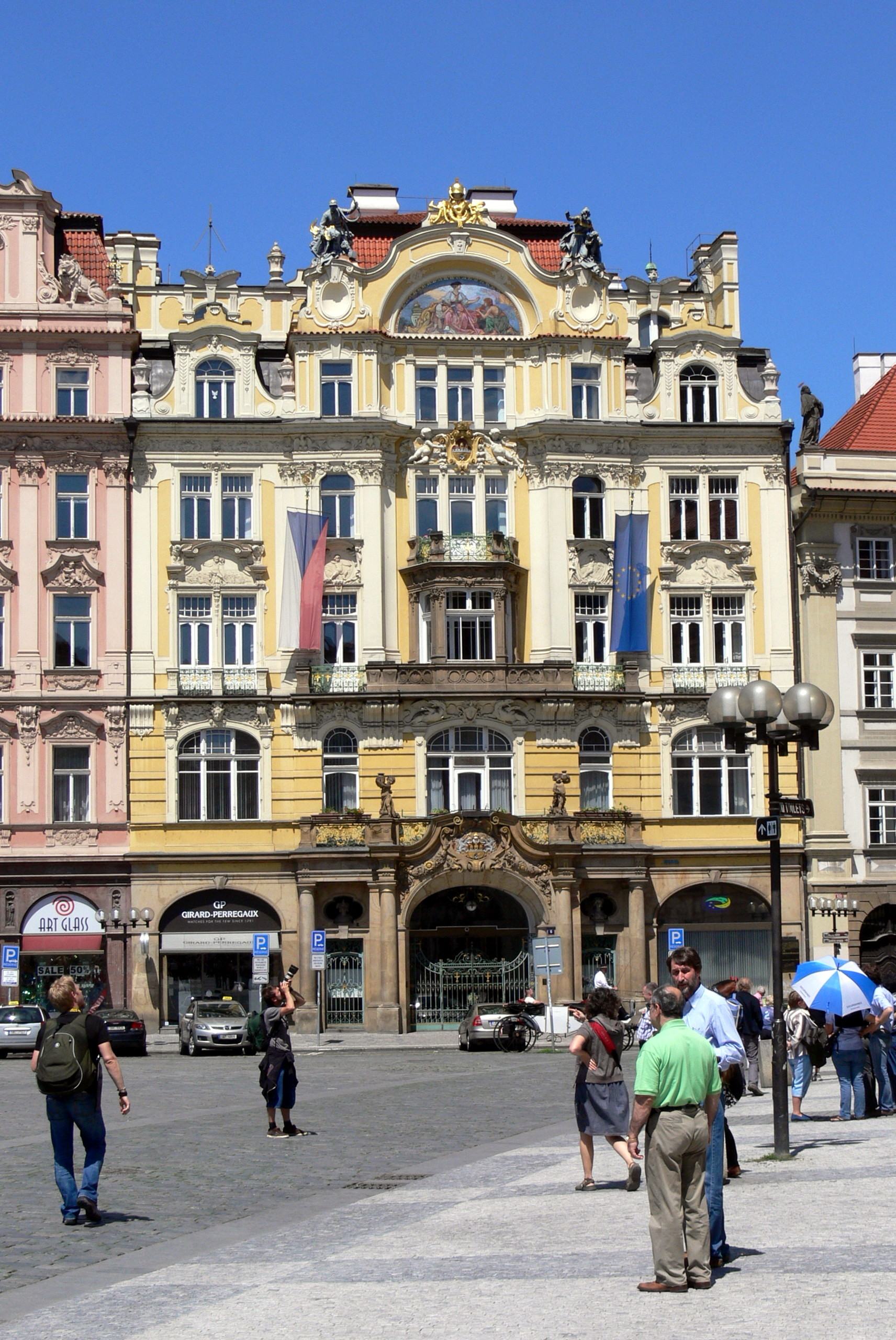
Palác Pražské městské pojišťovny na Staroměstském náměstí, nyní Ministerstvo pro místní rozvoj
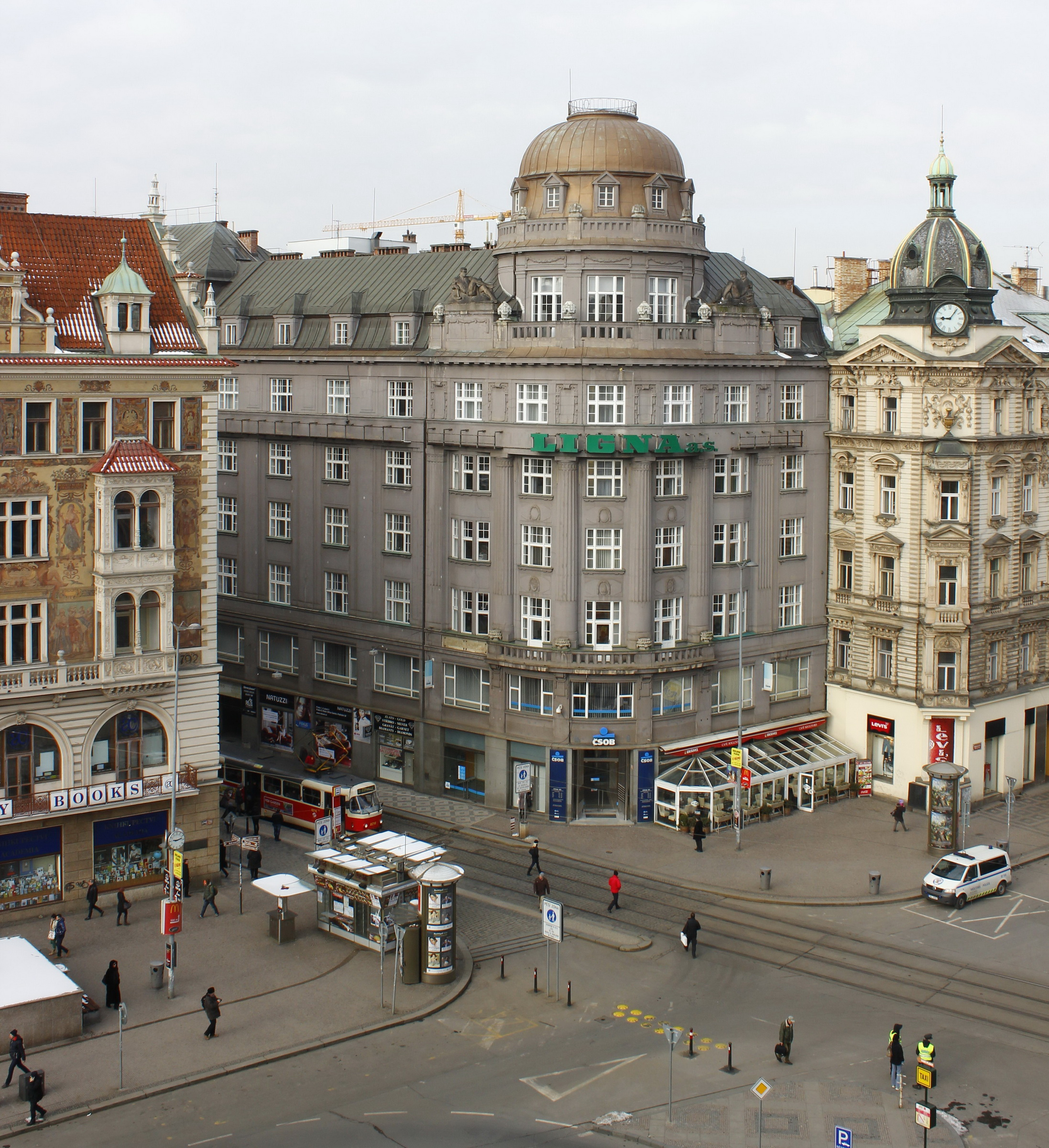
Palác České banky na rohu Václavském náměstí a Vodičkovy, Praha
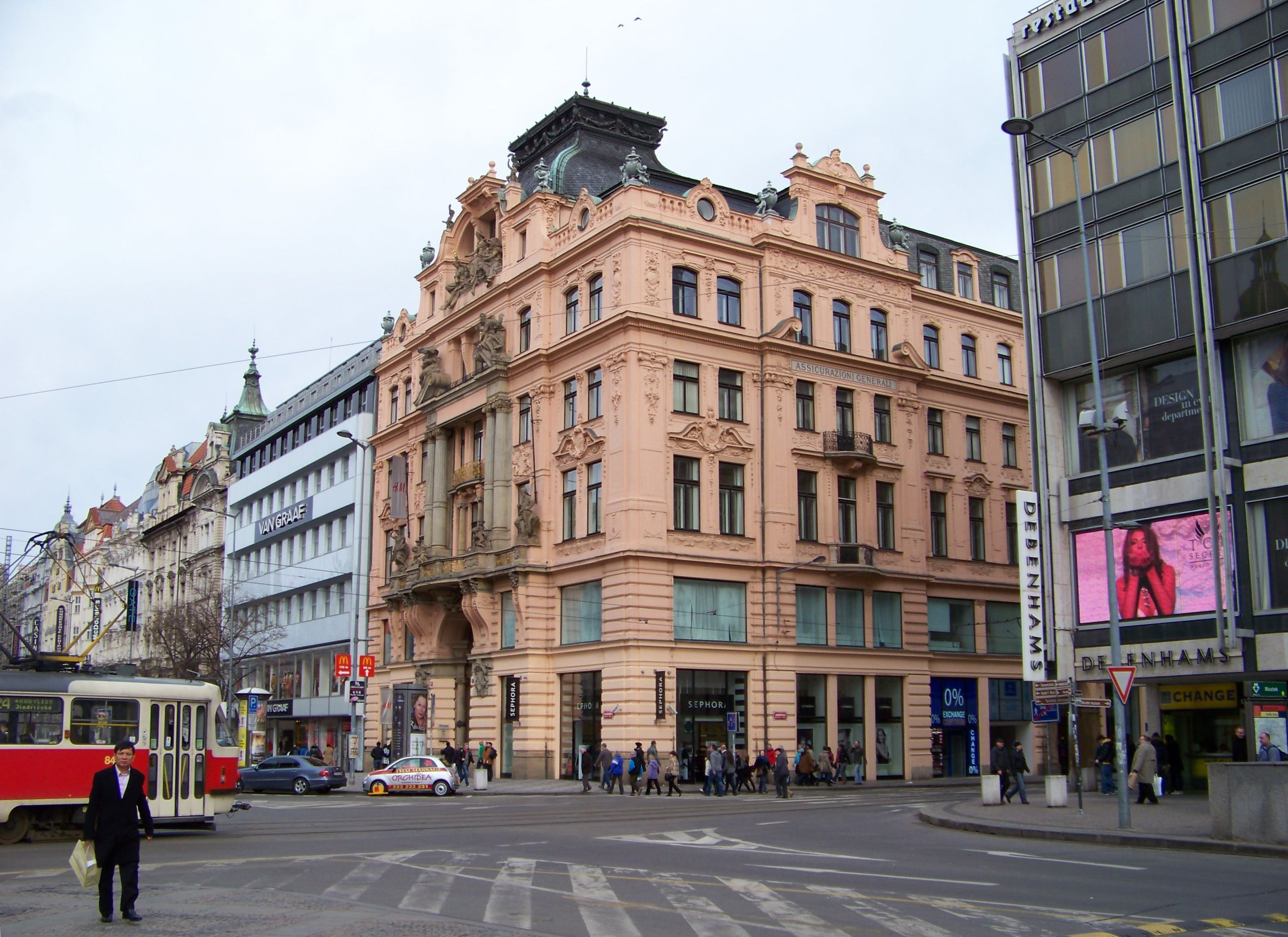
Budova pojišťovny Assicurazioni Generali na rohu Václavského náměstí a Jindřišské, Praha
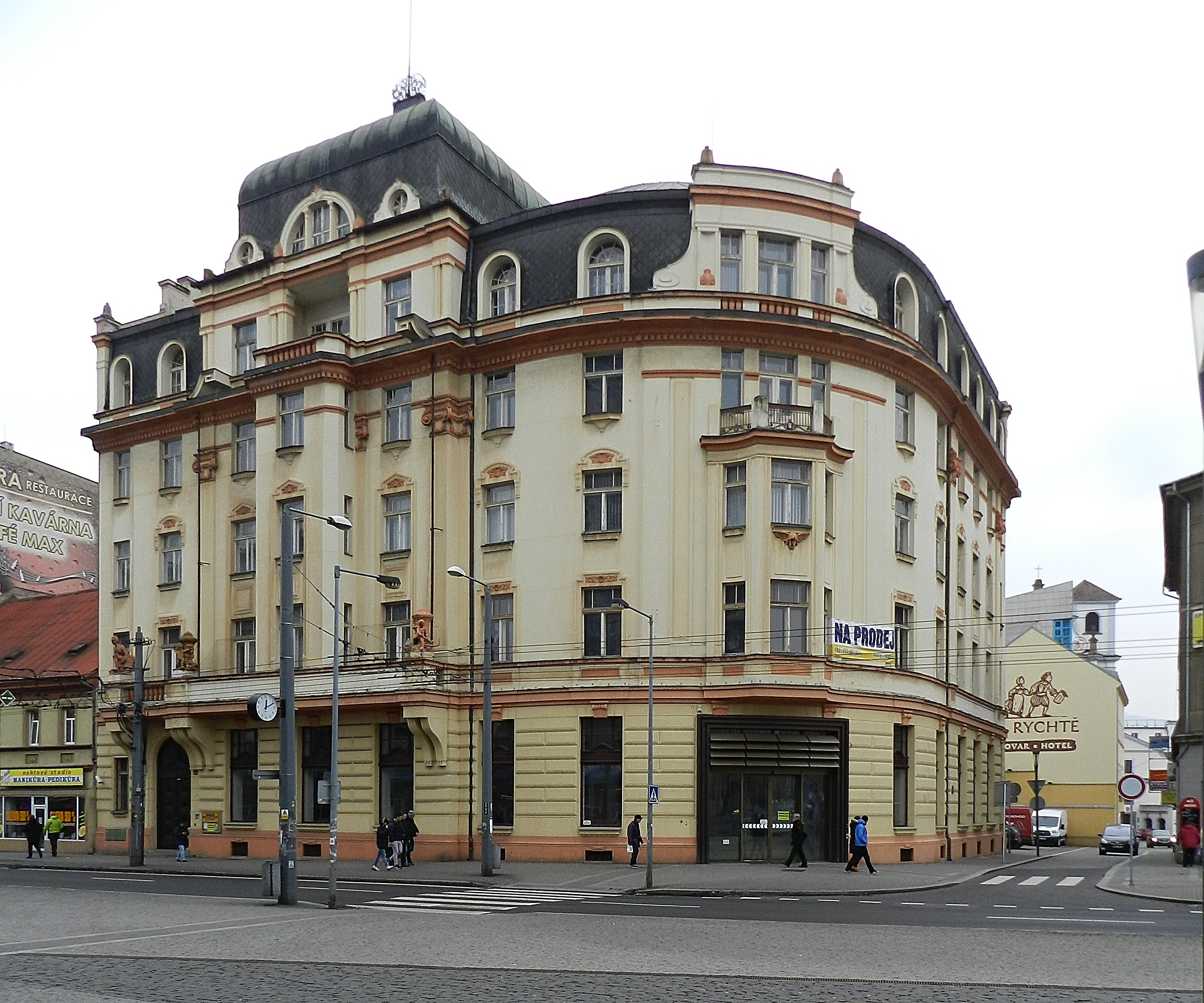
Palác České obchodní společnosti, Ústí nad Labem
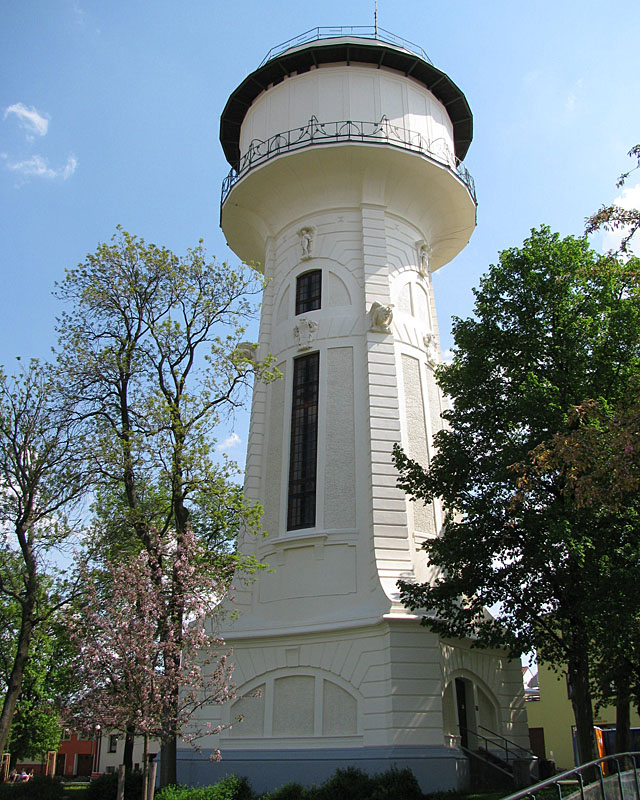
Secesní vodárna v Nymburce
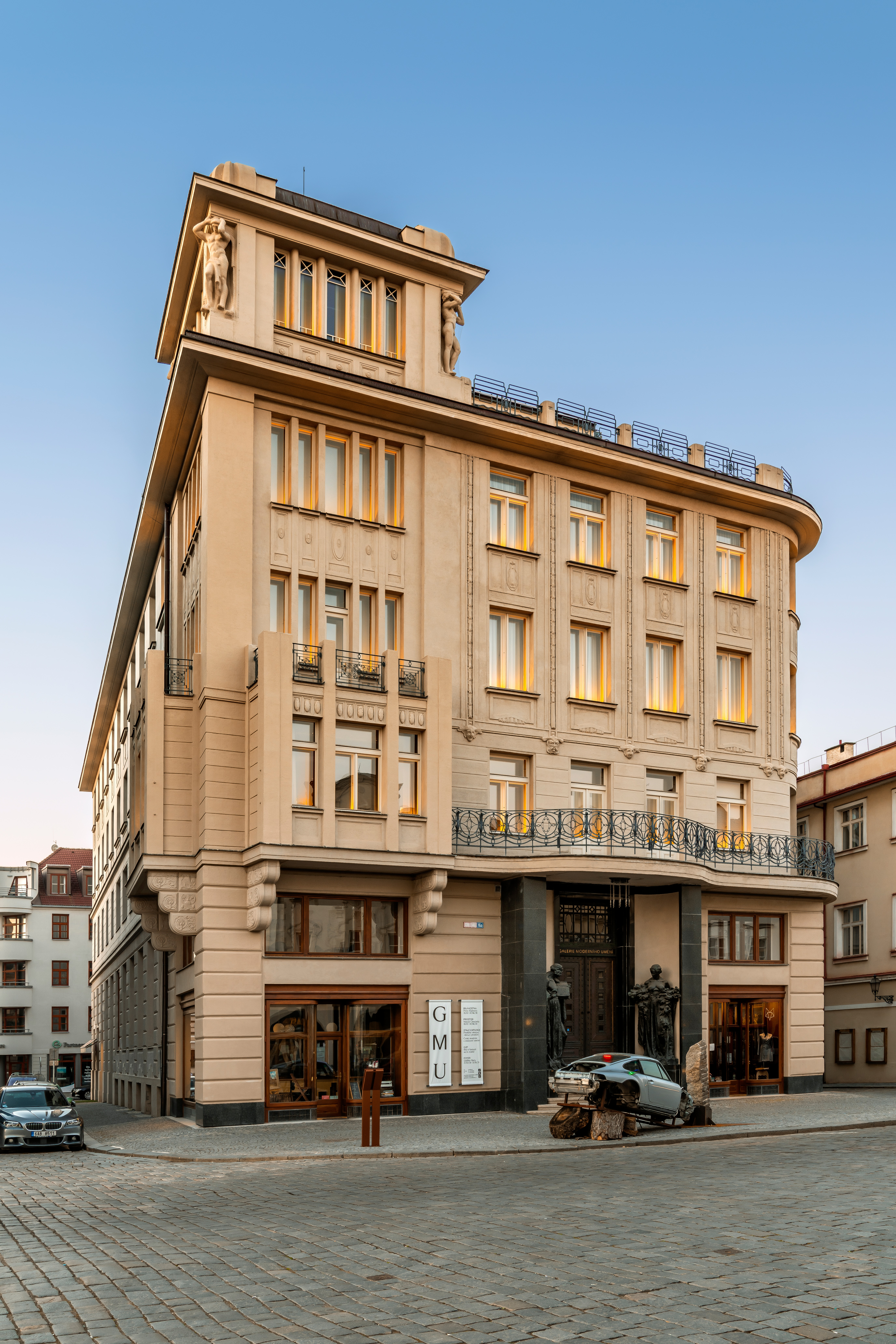
Budova Záložního úvěrního ústavu v Hradci Králové (1911–1912)